# علم الأعصاب السريري
علم الأعصاب السريري أحد فروع العلوم العصبيّة، يُركِّزُ هذا العلم على الدراسة العلميّة للآليات الأساسيّة لأمراض واضطرابات الدماغ والجهاز العصبيّ المركزيّ. كما يسعى علماء الأعصاب السريريُّون باستمرار لتطوير طرائق جديدة لتشخيص الاضطرابات إلى جانب تطوير العلاجات الجديدة.
فعالم الأعصاب السريريّ مُتخصِّصٌ في الموضوعات السريريّة لعلم الأعصاب، إذ لا يُعتبر جميع السريريّين علماء أعصاب سريريّين. ويستخدم السريريّون بما في ذلك الأطباء النفسيون وطبيب الأعصاب وعلماء علم النفس السريريّ والمتخصّصون الطبيّون الآخرون، يستخدمون النتائج الأساسيّة لأبحاث العلوم العصبيّة عموماً وعلم الأعصاب السريريّ خصوصاً، بغية تطوير وسائل تشخيصيّة وطرائق للوقاية من الاضطرابات العصبيّة وعلاجها. تشمل هذه الاضطرابات الإدمان ومرض آلزهايمر والتصلُّب الجانبي الضموريّ واضطراب القلق واضطراب نقص الانتباه مع فرط النشاط والتوحُّد والاضطراب ثنائي الاستقطاب وأورام الدماغ والاكتئاب ومتلازمة داون وعسر القراءة وداء هنتنغتون والصرع والتصلّب المتعدد والإيدز العصبيّ والصدمة العصبيّة وعملية الألم واضطراب الوسواس القهريّ وداء باركنسون والفصام واضطراب النوم والسكتة ومتلازمة توريت.
وفي حين تُعتبر علوم الأعصاب والجراحة العصبيّة والطب النفسيّ، التخصُّصات الطبيّة الرئيسيّة التي تعتمد على المعلومات العصبيّة، فإن تخصُّصات طبيّة أُخرى كعلم الأشعة العصبيّ وعلم الأمراض العصبيّة وطب العيون وطب الأنف والأذن والحنجرة وطب التخدير وطب إعادة التأهيل تساهم في النظام السلوكيّ. تتزايد هذه الأيام أهميّة التكامل بين منظور العلوم العصبيّة وتخصُّصات أُخرى كالطب النفسيّ أو الطب النفسيّ الاجتماعيّ أو علم النفس الاجتماعيّ.

## مؤتمر عقل واحد للبحث
عُقد مؤتمر منتدى عقل واحد للبحث (الإنجليزيّة: One Mind for Research) في بوسطن ماسيتشوستس بين 23 و25 مايو من عام 2011، وقد صدر عن المؤتمر وثيقة «خطة عشرة أعوام للعلوم العصبيّة: من الجزيئات إلى صحة الدماغ» (الإنجليزيّة: A Ten-Year Plan for Neuroscience: From Molecules to Brain Health). ساهم في هذه الوثيقة كبار باحثي وممارسي العلوم العصبيّة في الولايات المتحدة، إذ أُدرج 17 مجالاً رئيسياً ضمن قسم علم الأعصاب السريريّ، وقد اشتملت على:
- إعادة التفكير في المناهج بغية التخلُّص من «عقلية الصوامع»
- تدريب علماء الأعصاب والباحثين السريريّين
- إجراء البحوث فيما يتعلّق بالعلامات الحيويّة
- تحسين التشخيص النفسيّ
- تطوير «دراسة فرامنغهام لاضطرابات الدماغ» كالدراسة الطوليّة المُقارنة لأمراض الجهاز العصبيّ المركزيّ
- تحديد عوامل الخطورة وإنتاج تدخُّلات فعَّالة
- اكتشاف علاجات جديدة للألم بما في ذلك ألم الاعتلال العصبيّ
- علاج الاضطرابات الإشارات العصبيّة والتزامن المرضيّ
- علاج اضطرابات المناعة أوالالتهاب
- علاج اضطرابات الاستقلاب أو الميتاكوندريا
- تطوير علاجات جديدة للاكتئاب
- علاج الاضطرابات الإدمانيّة
- تحسين علاج الفصام
- الوقاية من الأمراض القلبيّة الوعائيّة وعلاجها
- تحقيق الطب الشخصيّ
- فهم الآليات المشتركة للتنكس العصبيّ
- التقدّم في عمليّة التخدير

كما دعا على وجه الخصوص إلى مناهج أفضل ومتكاملة عملياً للمارسين، وقد أوصى المؤتمر بتقاسم هذه المناهج بين أطباء الأعصاب والأطباء النفسيّين وعلماء النفس وجرّاحي الأعصاب والأطباء العصبيّين.
نظراً للجوانب الأخلاقيّة والقانونيّة المتنوعة بالنسبة للعاملين في الرعاية الصحيّة، نظراً للتطور الكبير الذي تم إحرازه في مجال العلوم العصبيّة، افتتحت جامعة بنسلفانيا مؤتمر بين للعلوم العصبيّة السريريّة والمجتمع في يوليو 2011.